# Livezi, Hunedoara
Livezi este un sat în comuna General Berthelot din județul Hunedoara, Transilvania, România.

## Imagini

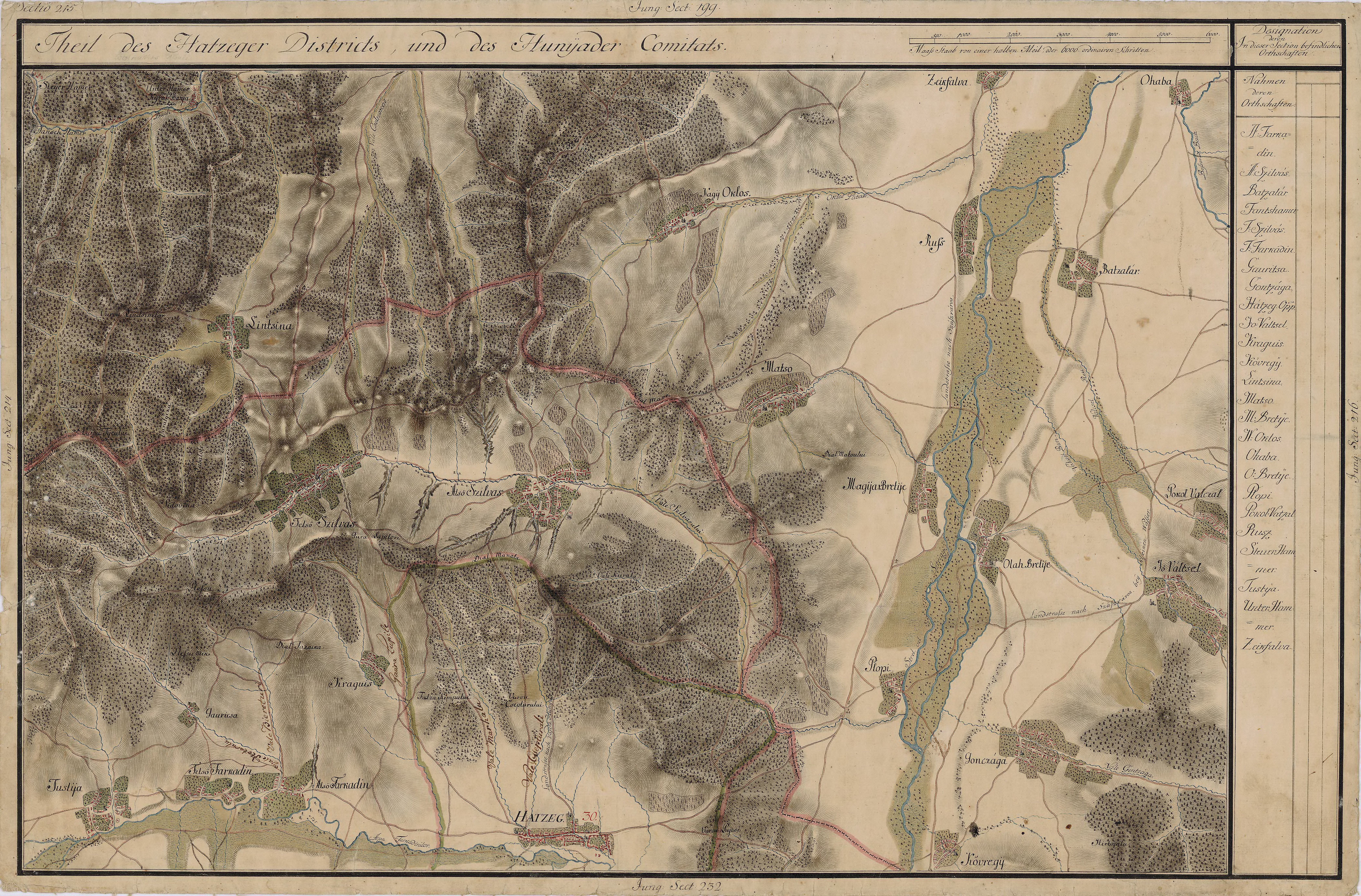
Livezi în Harta Iosefină a Transilvaniei, 1769-1773